# Gran Premio di Las Vegas 1982
Il Gran Premio di Las Vegas 1982 è stata la sedicesima, e ultima, prova della stagione 1982 del Campionato mondiale di Formula 1. Si è corsa sabato 25 settembre 1982 sul Circuito del Caesars Palace di Las Vegas. La gara è stata vinta dall'italiano Michele Alboreto su Tyrrell-Ford Cosworth; per il vincitore si trattò del primo successo nel mondiale. Ha preceduto sul traguardo il britannico John Watson su McLaren-Ford Cosworth e lo statunitense Eddie Cheever su Ligier-Matra.
Grazie ai risultati del gran premio Keke Rosberg si aggiudicò il suo unico Campionato mondiale di F1, mentre la Scuderia Ferrari vinse il campionato riservato ai costruttori per la settima volta. Il campionato mondiale è tornato a correre a Las Vegas solo dal 2023.

## Vigilia

### Sviluppi futuri
L'Alfa Romeo mise in dubbio la prosecuzione del suo impegno in F1, almeno come costruttore, per la stagione 1983. La casa italiana era infatti propensa solo a rifornire i propri motori, a scuderie quali Ligier, Tyrrell o Williams.
Eddie Cheever, pilota statunitense della Ligier, sarebbe passato, per la stagione 1983, alla Renault, per fare coppia con Alain Prost.

### Analisi per il campionato piloti
Il pilota della Williams Keke Rosberg comandava la classifica con 3 punti di margine su Didier Pironi, che però era infortunato e non avrebbe preso parte alla gara, e 9 su John Watson. Quest'ultimo aveva vinto, nel corso del campionato in due occasioni, contro l'unico successo di Rosberg. L'unica ipotesi che poteva dare la vittoria, nel campionato, al pilota della McLaren, era un suo successo, con Rosberg che non avrebbe dovuto raccogliere nessun punto: in tale caso i due si sarebbero trovati a pari punti e avrebbe prevalso Watson per il più alto numero di primi posti.
Sulla classifica pendeva però ancora il ricorso in merito alla squalifica inflitta a Niki Lauda nel Gran Premio del Belgio: in quella gara l'austriaco, giunto terzo (dietro proprio a Watson e Rosberg), era stato escluso dalla classifica in quanto la sua vettura era stata trovata di due chili al di sotto del peso minimo. Il giudizio finale sarebbe stato emesso il 28 settembre. Il ricorso della McLaren si basava sul fatto che il certificato di omologazione della bilancia che aveva pesato la vettura era scaduto da dieci giorni. Con 4 punti in più l'austriaco sarebbe salito a 34 punti, uno sopra Watson, e con una vittoria a Las Vegas, si sarebbe aggiudicato il titolo, con Rosberg che non avrebbe dovuto giungere meglio di sesto.

### Analisi per il campionato costruttori
La Ferrari guidava con 9 punti di margine sulla McLaren e 15 sulla Renault. La Ferrari si era aggiudicata tre gare, 4 erano le vittorie per la casa inglese così come i successi di quella francese. La casa italiana si sarebbe aggiudicata, per la settima volta, la classifica riservata ai costruttori se:
- avesse ottenuto almeno 5 punti, indipendentemente dai risultati delle altre scuderie;
- avesse ottenuto 4 o 3 punti con la McLaren che non otteneva primo e secondo posto;
- avesse ottenuto 2 punti con la McLaren che non finiva prima e, almeno, terza;
- avesse ottenuto 1 punto con la McLaren che non finiva prima e, almeno, quarta;
- non avesse ottenuto punti e la McLaren non finiva prima e, almeno, quinta o la Renault che non otteneva primo e secondo posto.

### Aspetti tecnici
Sulla vettura di Keke Rosberg venne montato un apparato radio ricetrasmittente che lo collegava coi box, già provato nel corso del fine settimana di Monza.

### Aspetti sportivi
Per la prima volta, una stessa nazione, gli Stati Uniti d'America, ospitavano, nella stessa stagione, tre gran premi validi come prova del campionato mondiale di Formula 1. Dopo il Gran Premio di Long Beach, corso ad aprile, e il Gran Premio di Detroit di giugno, toccava ora alla gara di Las Vegas, alla sua seconda edizione.
La permanenza del gran premio, nel calendario iridato del futuro, venne messa in dubbio dagli organizzatori, che però avevano sottoscritto un contratto fino al 1984. L'organizzazione costava 3,5 milioni di dollari, che dovevano essere recuperati con l'incasso dei biglietti.
La Ferrari confermò Mario Andretti accanto a Patrick Tambay: la presenza dell'italoamericano era in dubbio per precedenti impegni sportivi. Fu la centoventottesima, e ultima, gara in F1 per Andretti. Anche la presenza di Tambay in realtà era in dubbio per il riacutizzarsi del dolore che ne aveva impedito l'impiego nel Gran Premio di Svizzera.
Nelle prime prove libere Patrick Tambay ottenne solo il ventiduesimo tempo, tanto che la sua continuazione per il fine settimana era messa sempre più in dubbio. Il più rapido fu Michele Alboreto della Tyrrell, che chiuse con 1'19"28, davanti a Marc Surer e le due Ligier. I tre pretendenti al titolo (vi rientrava anche Lauda visto che il risultato del gran premio del Belgio era sub judice), chiusero rispettivamente, sesto Niki Lauda, dodicesimo John Watson e ventesimo Keke Rosberg.

## Qualifiche

### Resoconto
La prima giornata di prove ufficiali vide al comando una vettura con motore turbo, la Renault di René Arnoux, che precedette, di quasi un secondo, Michele Alboreto ed Eddie Cheever. Il grande caldo che incombeva sulla zona (sulla pista vennero registrati fino a 38 °C), penalizzava le vetture a motore sovralimentato. Le nubi di calore provocate dall'afa producevano problemi al carburante.Keke Rosberg chiuse quinto, precedendo Lauda, sesto e Watson, decimo.
Nella seconda giornata i tempi si abbassarono notevolmente, provocando alcune modificazioni della griglia. Alain Prost sopravanzò il compagno di scuderia Arnoux, conquistando la settima pole position in carriera. Per la Renault era la decima della stagione, solo la Lotus con 12 nel 1978 aveva fatto di meglio. Arnoux difese comunque la prima fila. La seconda fila venne mantenuta da Alboreto e Cheever; Rosberg chiuse sesto, Watson nono e lauda tredicesimo. Patrick Tambay passò dal 22° all'ottavo posto, in quarta fila accanto a Mario Andretti. Nel corso della sessione Jean-Pierre Jarier perse una ruota quando stava correndo a 200 km/h: il pilota risultò incolume ma la vettura si distrusse.

### Risultati
I risultati delle qualifiche furono i seguenti:
| Pos | Nº | Pilota             | Costruttore              | Tempo    | Griglia |
| --- | -- | ------------------ | ------------------------ | -------- | ------- |
| 1   | 15 | Alain Prost        | Renault                  | 1'16"356 | 1       |
| 2   | 16 | René Arnoux        | Renault                  | 1'16"786 | 2       |
| 3   | 3  | Michele Alboreto   | Tyrrell-Ford Cosworth    | 1'17"646 | 3       |
| 4   | 25 | Eddie Cheever      | Ligier-Matra             | 1'17"683 | 4       |
| 5   | 2  | Riccardo Patrese   | Brabham-BMW              | 1'17"772 | 5       |
| 6   | 6  | Keke Rosberg       | Williams-Ford Cosworth   | 1'17"886 | 6       |
| 7   | 28 | Mario Andretti     | Ferrari                  | 1'17"921 | 7       |
| 8   | 27 | Patrick Tambay     | Ferrari                  | 1'17"958 | NP      |
| 9   | 7  | John Watson        | McLaren-Ford Cosworth    | 1'17"986 | 9       |
| 10  | 35 | Derek Warwick      | Toleman-Hart             | 1'18"012 | 10      |
| 11  | 26 | Jacques Laffite    | Ligier-Matra             | 1'18"056 | 11      |
| 12  | 1  | Nelson Piquet      | Brabham-BMW              | 1'18"275 | 12      |
| 13  | 8  | Niki Lauda         | McLaren-Ford Cosworth    | 1'18"333 | 13      |
| 14  | 5  | Derek Daly         | Williams-Ford Cosworth   | 1'18"418 | 14      |
| 15  | 14 | Roberto Guerrero   | Ensign-Ford Cosworth     | 1'18"496 | NP      |
| 16  | 23 | Bruno Giacomelli   | Alfa Romeo               | 1'18"622 | 16      |
| 17  | 29 | Marc Surer         | Arrows-Ford Cosworth     | 1'18"734 | 17      |
| 18  | 22 | Andrea De Cesaris  | Alfa Romeo               | 1'18"761 | 18      |
| 19  | 4  | Brian Henton       | Tyrrell-Ford Cosworth    | 1'18"765 | 19      |
| 20  | 31 | Jean-Pierre Jarier | Osella-Ford Cosworth     | 1'33"531 | NP      |
| 21  | 11 | Elio De Angelis    | Lotus-Ford Cosworth      | 1'19"302 | 20      |
| 22  | 12 | Nigel Mansell      | Lotus-Ford Cosworth      | 1'19"439 | 21      |
| 23  | 9  | Manfred Winkelhock | ATS-Ford Cosworth        | 1'19"767 | 22      |
| 24  | 30 | Mauro Baldi        | Arrows-Ford Cosworth     | 1'20"271 | 23      |
| 25  | 18 | Raul Boesel        | March-Ford Cosworth      | 1'20"766 | 24      |
| 26  | 17 | Rupert Keegan      | March-Ford Cosworth      | 1'21"180 | 25      |
| NQ  | 33 | Tommy Byrne        | Theodore-Ford Cosworth   | 1'21"555 | 26      |
| NQ  | 36 | Teo Fabi           | Toleman-Hart             | 1'21"569 | NQ      |
| NQ  | 10 | Eliseo Salazar     | ATS-Ford Cosworth        | 1'21"583 | NQ      |
| NQ  | 20 | Chico Serra        | Fittipaldi-Ford Cosworth | 1'22"387 | NQ      |

## Warm-up
Patrick Tambay, dolorante al braccio destro, dopo il warm up decise di non prendere parte alla gara. Questa suo forfait però non portò al recupero di nessuno dei non qualificati.

## Gara

### Resoconto
In partenza Alain Prost mantenne il comando precedendo René Arnoux, Michele Alboreto, Riccardo Patrese, Eddie Cheever, Mario Andretti e Keke Rosberg. Già nel secondo giro Arnoux passò Prost e si trovò a condurre la gara. Il principale avversario di Rosberg al titolo, John Watson, rimasto nelle retrovie, riuscì a passare diversi piloti, tanto che all'undicesimo giro si era già posto subito dietro a Rosberg, in ottava posizione.
Prost tornò in vetta alla gara al giro 15 mentre, nello stesso giro, Watson passò anche Rosberg. Il nordirlandese proseguì nella rimonta superando anche Andretti e Cheever. Scalò poi un'ulteriore posizione al giro 18, dopo il ritiro di Patrese, dovuto alla rottura del motore. Tre giri dopo anche Arnoux abbandonò la gara, anch'egli per un guasto al propulsore.
La classifica, guidata da Prost, vedeva così secondo Michele Alboreto, seguito da John Watson, Eddie Cheever, Mario Andretti, Keke Rosberg e Nelson Piquet.
Al ventiseiesimo giro si ritirarono Piquet per un guasto tecnico e Andretti a causa di un testacoda, per la rottura di una sospensione posteriore che lo portò a insabbiarsi in una via di fuga. Rosberg scalava così quinto, mentre entrava in zona punti Derek Daly. L'irlandese della Williams dette vita poi a un lungo duello con Niki Lauda per la sesta posizione.
Negli ultimi giri Prost accusò delle forti vibrazioni nella vettura e venne passato da Michele Alboreto al cinquantaduesimo passaggio. Il francese cedette due posizioni, venendo superato da Watson e da Cheever.
Michele Alboreto si aggiudicò il primo gran premio di F1 della sua carriera; fu l'undicesimo pilota diverso della stagione, il terzo italiano. Per la Tyrrell fu il ritorno al successo dopo 4 anni, 4 mesi e 18 giorni, per un totale di 71 gran premi di astinenza (ultimo successo nel Gran Premio di Monaco 1978 con Patrick Depailler). Watson chiuse secondo, ciò consegnava il titolo a Keke Rosberg, che giunse quinto. Rosberg fu il primo campione del mondo di Formula 1 scandinavo, e il primo europeo dal 1977. La Scuderia Ferrari si aggiudicò per la settima volta il trofeo riservato ai costruttori diventando il primo team con un motore turbo a vincere il titolo costruttori. per il team di frank williams questo e il suo secondo titolo piloti della storia del team e per il secondo anno di fila un pilota divenne campione del mondo ottenendo la quinta posizione e questa fu ultima volta che la formula 1 che corre sul Circuito del Caesars Palace  e la formula 1 ritornerà a las vegas solo 41 anni dopo sul nuovo circuito di Las Vegas Strip Circuit. 

### Risultati
I risultati del gran premio furono i seguenti:
| Pos | No | Pilota             | Team                     | Giri | Tempo                  | Pos.Griglia | Punti |
| --- | -- | ------------------ | ------------------------ | ---- | ---------------------- | ----------- | ----- |
| 1   | 3  | Michele Alboreto   | Tyrrell-Ford Cosworth    | 75   | 1h41'56"888            | 3           | 9     |
| 2   | 7  | John Watson        | McLaren-Ford Cosworth    | 75   | + 27"292               | 9           | 6     |
| 3   | 25 | Eddie Cheever      | Ligier-Matra             | 75   | + 56"450               | 4           | 4     |
| 4   | 15 | Alain Prost        | Renault                  | 75   | + 1'08"648             | 1           | 3     |
| 5   | 6  | Keke Rosberg       | Williams-Ford Cosworth   | 75   | + 1'11"375             | 6           | 2     |
| 6   | 5  | Derek Daly         | Williams-Ford Cosworth   | 74   | + 1 giro               | 14          | 1     |
| 7   | 29 | Marc Surer         | Arrows-Ford Cosworth     | 74   | + 1 giro               | 17          |       |
| 8   | 4  | Brian Henton       | Tyrrell-Ford Cosworth    | 74   | + 1 giro               | 19          |       |
| 9   | 22 | Andrea De Cesaris  | Alfa Romeo               | 73   | + 2 giri               | 18          |       |
| 10  | 23 | Bruno Giacomelli   | Alfa Romeo               | 73   | + 2 giri               | 16          |       |
| 11  | 30 | Mauro Baldi        | Arrows-Ford Cosworth     | 73   | + 2 giri               | 23          |       |
| 12  | 17 | Rupert Keegan      | March-Ford Cosworth      | 73   | + 2 giri               | 25          |       |
| 13  | 18 | Raul Boesel        | March-Ford Cosworth      | 69   | + 6 giri               | 24          |       |
| NC  | 9  | Manfred Winkelhock | ATS-Ford Cosworth        | 62   | Non classificato       | 22          |       |
| Rit | 8  | Niki Lauda         | McLaren-Ford Cosworth    | 53   | Motore                 | 13          |       |
| Rit | 33 | Tommy Byrne        | Theodore-Ford Cosworth   | 39   | Testacoda              | 26          |       |
| Rit | 35 | Derek Warwick      | Toleman-Hart             | 32   | Candele                | 10          |       |
| Rit | 11 | Elio De Angelis    | Lotus-Ford Cosworth      | 28   | Motore                 | 20          |       |
| Rit | 28 | Mario Andretti     | Ferrari                  | 26   | Sospensione posteriore | 7           |       |
| Rit | 1  | Nelson Piquet      | Brabham-BMW              | 26   | Candele                | 12          |       |
| Rit | 16 | René Arnoux        | Renault                  | 20   | Motore                 | 2           |       |
| Rit | 2  | Riccardo Patrese   | Brabham-BMW              | 17   | Frizione               | 5           |       |
| Rit | 12 | Nigel Mansell      | Lotus-Ford Cosworth      | 8    | Collisione             | 21          |       |
| Rit | 26 | Jacques Laffite    | Ligier-Matra             | 5    | Iniezione              | 11          |       |
| NP  | 27 | Patrick Tambay     | Ferrari                  | 0    | Malattia               | 8           |       |
| NP  | 14 | Roberto Guerrero   | Ensign-Ford Cosworth     | 0    | Motore                 | 15          |       |
| NP  | 31 | Jean-Pierre Jarier | Osella-Ford Cosworth     | 0    | Incidente              | 27          |       |
| NQ  | 36 | Teo Fabi           | Toleman-Hart             |      |                        |             |       |
| NQ  | 10 | Eliseo Salazar     | ATS-Ford Cosworth        |      |                        |             |       |
| NQ  | 20 | Chico Serra        | Fittipaldi-Ford Cosworth |      |                        |             |       |

## Classifiche

### Piloti
| Pos. | Pilota             | Punti |
| ---- | ------------------ | ----- |
| 1    | Keke Rosberg       | 44    |
| 2    | Didier Pironi      | 39    |
| 3    | John Watson        | 39    |
| 4    | Alain Prost        | 34    |
| 5    | Niki Lauda         | 30    |
| 6    | René Arnoux        | 28    |
| 7    | Patrick Tambay     | 25    |
| 8    | Michele Alboreto   | 25    |
| 9    | Elio De Angelis    | 23    |
| 10   | Riccardo Patrese   | 21    |
| 11   | Nelson Piquet      | 20    |
| 12   | Eddie Cheever      | 15    |
| 13   | Derek Daly         | 8     |
| 14   | Nigel Mansell      | 7     |
| 15   | Carlos Reutemann   | 6     |
| =    | Gilles Villeneuve  | 6     |
| 17   | Jacques Laffite    | 5     |
| =    | Andrea De Cesaris  | 5     |
| 19   | Mario Andretti     | 4     |
| 20   | Jean-Pierre Jarier | 3     |
| 21   | Marc Surer         | 3     |
| 22   | Manfred Winkelhock | 2     |
| =    | Eliseo Salazar     | 2     |
| =    | Bruno Giacomelli   | 2     |
| 25   | Mauro Baldi        | 2     |
| 26   | Chico Serra        | 1     |

### Costruttori
| Pos. | Team                     | Punti |
| ---- | ------------------------ | ----- |
| 1    | Ferrari                  | 74    |
| 2    | McLaren-Ford Cosworth    | 69    |
| 3    | Renault                  | 62    |
| 4    | Williams-Ford Cosworth   | 58    |
| 5    | Lotus-Ford Cosworth      | 30    |
| 6    | Tyrrell-Ford Cosworth    | 25    |
| 7    | Brabham-BMW              | 22    |
| 8    | Ligier-Matra             | 20    |
| 9    | Brabham-Ford Cosworth    | 19    |
| 10   | Alfa Romeo               | 7     |
| 11   | Arrows-Ford Cosworth     | 5     |
| 12   | ATS-Ford Cosworth        | 4     |
| 13   | Osella-Ford Cosworth     | 3     |
| 14   | Fittipaldi-Ford Cosworth | 1     |